# Stabilité (aéronautique)
 (mai 2023).
Si vous disposez d'ouvrages ou d'articles de référence ou si vous connaissez des sites web de qualité traitant du thème abordé ici, merci de compléter l'article en donnant les références utiles à sa vérifiabilité et en les liant à la section « Notes et références ».
Pour les articles homonymes, voir Stabilité.
La stabilité d'un aérodyne est son aptitude à revenir à son état d'équilibre initial quand il en a été écarté.

## Stabilité
La stabilité d'un aérodyne est son aptitude à revenir à son état initial (ou état d'équilibre) quand cet état initial a été modifié par le pilote ou par un agent extérieur (ascendance, turbulence) :
- sous l'effet d'une perturbation, un avion stable revient à sa position d'équilibre initiale par rapport au vent relatif sans action sur les commandes de vol ;
- au contraire, sous l'effet d'une perturbation, un avion instable a tendance à s'écarter de sa position d'équilibre initiale, ce qui demande d'agir sur les commandes pour corriger.

Le retour à l'équilibre initial demande de fournir un moment, c'est-à-dire une force agissant avec un bras de levier (sur le modèle de la stabilisation de la flèchette et de la flèche d'arc) :
- les forces produites sont en général aérodynamiques et sont produites par l'effet de la vitesse sur des surfaces dites de stabilisation ;
- les bras de levier dépendent de la configuration (de la géométrie) de l'avion.

## Stabilité longitudinale
C'est la stabilité des mouvements d'un avion dans son plan de symétrie (plan axial vertical). La stabilité en tangage est la capacité de l'avion à conserver son incidence pour une vitesse donnée (l'incidence désigne l'angle entre l'axe de l'avion et le vent relatif).
Quelle que soit la configuration des surfaces portantes (classique ou tandem), la stabilité en tangage est assurée par :

- la différence des variations de portance de deux surfaces plus ou moins éloignées. Dans le cas des ailes volantes, on peut considérer pour simplifier que ces surfaces sont jointives ;
- le positionnement du centre de gravité par rapport à la portance des surfaces portantes (ailes et plans stabilisateurs). Pour être plus précis, il faudrait parler de la position du centre de gravité par rapport au foyer aérodynamique.

## Stabilité latérale
C'est la stabilité d'un avion en mouvement en dehors de son plan de symétrie (plan axial vertical). On a alors trois types de mouvements : rotation en lacet, rotation en roulis, translation latérale.

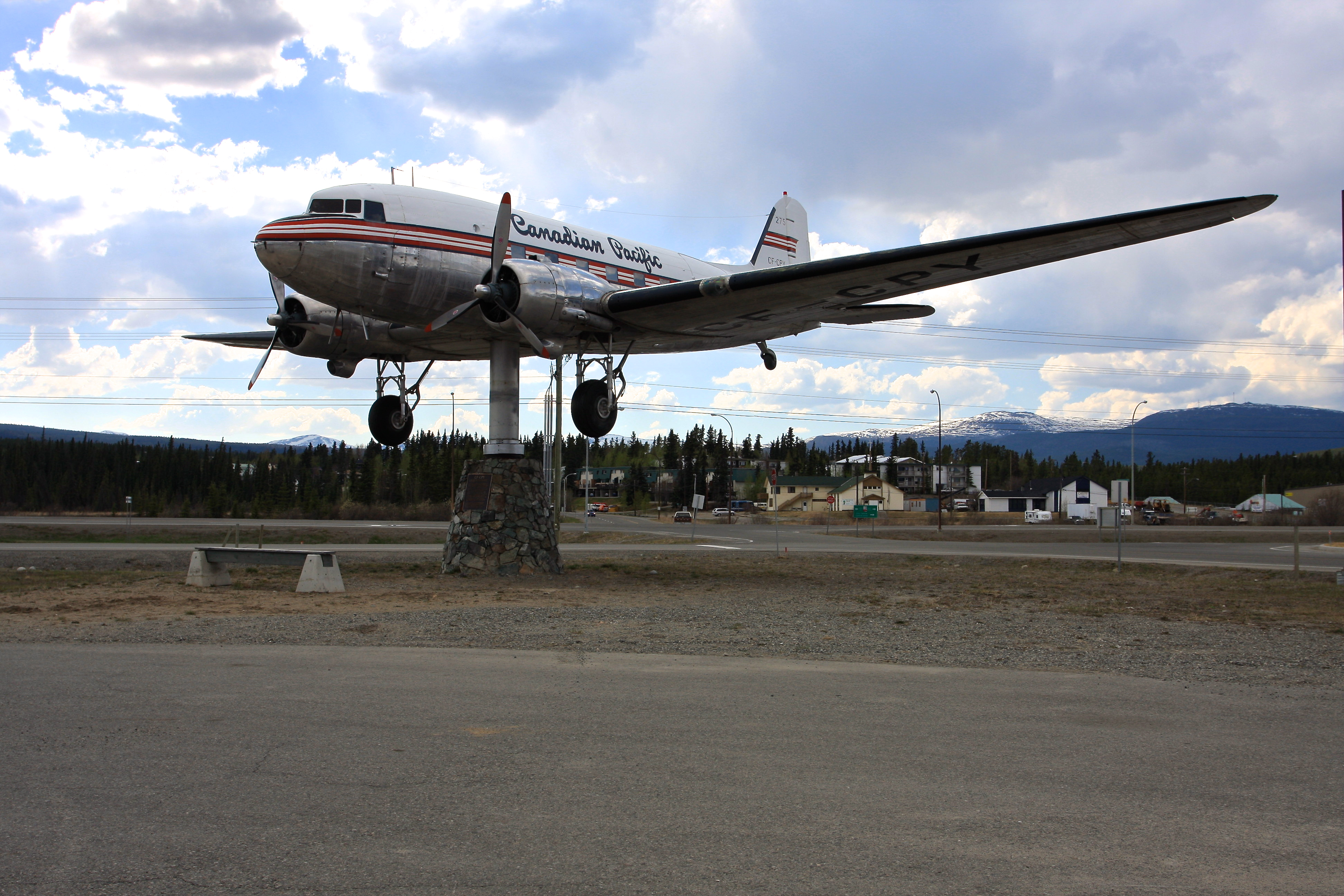
Ce (vrai) DC3 fait la girouette autour de son Centre des Masses

- La stabilité en lacet est la capacité de l'avion à conserver sa direction (son cap) malgré les perturbations. Cette stabilité est obtenue en dotant l'avion d'une dérive (empennage vertical) de surface suffisante : placé en travers par une perturbation, l'avion fera alors face au vent sous l'effet de la portance (latérale) de la dérive, ce qui le ramènera au neutre. Finalement, lors de ce retour au neutre, l'avion se comporte comme une girouette en tournant autour de son centre des masses, ce qui est mis en application en vrai grandeur avec le DC3 ci-contre.
- La stabilité en roulis, plus exactement la stabilité spirale, capacité de l'avion à corriger un excès ou un défaut d'inclinaison en virage. L'équilibre en roulis étant généralement un équilibre instable, faiblement divergent donc pilotable, on ne peut pas parler de « stabilité en roulis ».
- Quand il y a un translation latérale (vol en attaque oblique, glissade vers l'intérieur du virage ou dérapage vers l'extérieur), on doit étudier les effets de cette translation sur le comportement en roulis (roulis induit par le lacet), stabilité spirale.

## Surfaces de stabilisation
L'empennage étant placé à l'arrière par définition :
- la stabilité en lacet est assurée par la dérive (empennage vertical) ;
- la stabilité en tangage est assurée par le stabilisateur (empennage horizontal) ;
- la stabilité en roulis en ligne droite est généralement nulle ou faiblement négative, rarement positive ;
- la stabilité en roulis en virage (la stabilité spirale) dépend du couplage complexe entre l'effet dièdre et la stabilité de lacet.

## Stabilisation passive et active
Quand un mouvement de la masse d'air modifie la position de l'avion, on peut avoir deux types de corrections :
1. Avec une stabilisation classique dite « passive », la nouvelle position de l'avion par rapport à la masse d'air détermine des moments aérodynamiques déterminant le retour à la position initiale (moments stabilisateurs) ;
2. Avec une stabilisation active, les mouvements de l'avion sont détectés par des capteurs, analysés par un calculateur qui détermine les moments de gouvernes nécessaires pour rétablir la position initiale. Dans ce cas, que l'avion soit naturellement stable ou naturellement instable, le calculateur corrige en permanence.

### Stabilité et confort
En conditions turbulentes, plus l'avion est stable (stabilité passive), plus il réagit aux perturbations et moins il est confortable. Sur les avions de transport commercial, comme les Airbus, la stabilisation active est un élément essentiel de confort en vol.

### Stabilité et performances
La stabilisation passive en tangage induit une traînée supplémentaire dite « traînée d'équilibrage ». Le centre de gravité (CG) étant en avant du centre de portance, l'empennage est déporteur (il pousse vers le bas). Cela augmente la traînée induite (par la portance) de l'aile puisque celle-ci doit compenser cette déportance en plus du poids de l'avion. De plus, cette aile doit être un peu plus grande, plus lourde, etc.
La stabilisation active en tangage permet de reculer le centre de gravité, le stabilisateur pouvant être légèrement porteur en vol. Sur l'avion A310-300 équipé d'un réservoir arrière (placé dans l'empennage horizontal), le recul du CG en vol et le carburant supplémentaire permettent d'augmenter la distance franchissable de 16 % par rapport au modèle A310-200 non-équipé de réservoir arrière.

### Stabilité et maniabilité
Les avions de combat ou de voltige aérienne sont conçus pour être très peu stables (peu ou pas de stabilité passive), ce qui augmente leurs capacités de manœuvre en évolution (la stabilisation passive s'opposerait aux ordres d'évolution du pilote). En conséquence, ces aérodynes doivent être stabilisés activement (pour la croisière).

## Stabilités spécifiques

### Avion à effet de sol
La stabilité en tangage et le maintien de l'altitude sont assurés par le différentiel des pentes de portance et de positionnement vertical des deux surfaces. 

### Avion canard
La stabilité en tangage est assurée par la différence des pentes de portance des deux surfaces, obtenu par la différence de charge alaire, d'allongement effectif, de profil utilisé et de nombre de Reynolds des deux plans porteurs. 
La stabilité en lacet est assurée le plus souvent par des dérives placées en bout d'aile ou (winglets). Pour obtenir un bras de levier suffisant (dérives reculées), l'aile est le plus souvent en flèche.
La position généralement reculée de l'hélice est un élément stabilisant en tangage et en lacet.

### Aile delta

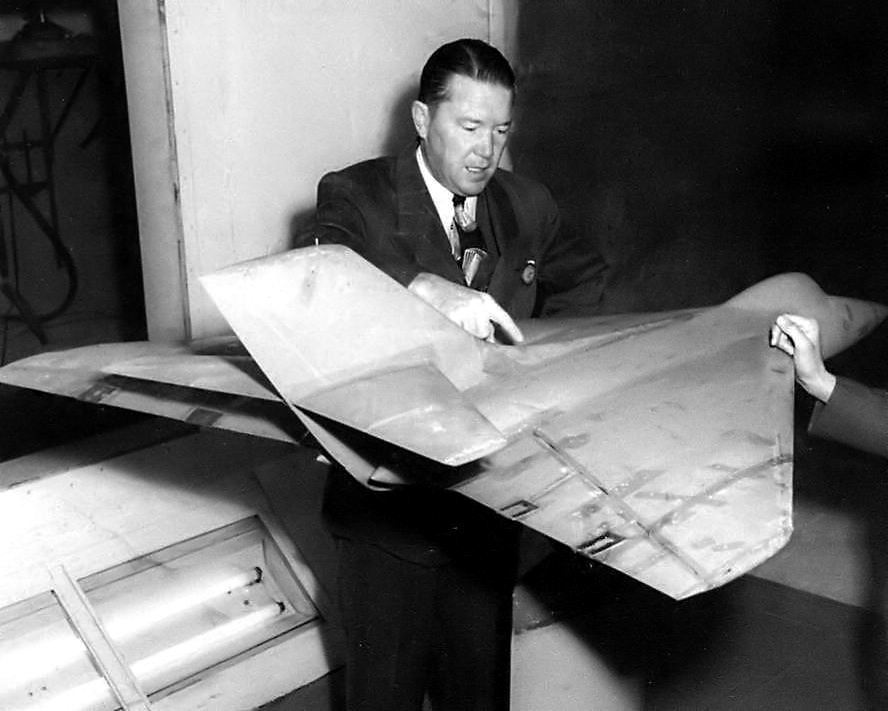
Lockheed XF-90 (1946).

La stabilité en tangage est assurée par le choix d'un profil porteur non déstabilisant (à coefficient de moment en tangage Cm positif). Le vol à vitesse supersonique modifie le moment de tangage de l'aile : le Concorde faisait varier son centrage en vol. 
La stabilité en lacet est assurée classiquement par la dérive.

### Aile volante
La stabilité passive en lacet est généralement assurée par des dérives en bout d'aile. Quand ces dérives sont supprimées (pour réduire la signature radar), la stabilité en lacet est obtenue par une stabilité active (artificielle) : une traînée différentielle d'aérofreins (AF) ou une poussée différentielle si la vitesse est trop faible pour que les AF soient efficaces.   
La stabilité en roulis en virage dépend du couplage avec la stabilité de lacet. La traînée différentielle des ailerons à la mise en virage s'accompagne d'un moment de lacet inverse difficilement compensé par la faible stabilité en lacet. Il est souhaitable d'obtenir le roulis avec des systèmes ne générant pas de lacet inverse (spoiler). 
La stabilité en tangage est réduite par l'absence d'empennage. Les profils porteurs habituels présentent un coefficient de moment en tangage négatif déstabilisant, qui doit alors être équilibré par :
- l'utilisation sur toute l'envergure d'un profil d'aile présentant une ligne moyenne en « S » à coefficient de moment de tangage (Cm) positif. Ces profils sont moins porteurs ;
- une forme en plan de l'aile en flèche arrière présentant un vrillage négatif (diminution du calage des profils en bout d'aile). On a alors transformé le bout d'aile en empennage classique, non porteur. La flèche arrière donne un dièdre effectif, ce qui renforce le roulis induit et le couplage roulis-lacet.

Les stabilités sur tous les axes étant faibles, il faut particulièrement limiter les effets déstabilisants de la propulsion en tangage et en lacet (effets de souffle, décalage vertical entre l'axe de traction et le centre de traînée, dissymétrie en cas de panne d'un moteur latéral).

### Hélicoptère
L'hélicoptère est instable en tangage et roulis, mais l'importante inertie des masses tournantes (Rotor principal, rotor de queue) et la présence de surfaces de stabilisation (dérives de profondeur et de direction) rend cette instabilité (vitesse de divergence) suffisamment faible pour être compatible avec le pilotage.

### Dirigeable
En lacet et en tangage, les ballons dirigeables peuvent être stabilisés passivement par l'installation d'un empennage de surface suffisante, celui-ci reculant suffisamment les centres de portance en arrière du centre des masses (sur le modèle de la fléchette ou de la flèche d'arc). Cependant, l'expérience démontre que l'ajout d'une certaine stabilité « active » (commandée par le pilote au travers de gouvernes d'empennage) permet une diminution des surfaces de cet empennage (et donc de la traînée de friction et du poids).

### Fusées, vaisseau spatiaux et capsules spatiales

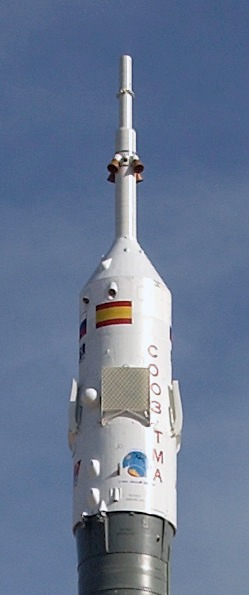
Les panneaux cellulaires de Soyouz (repliés).

La stabilité des fusées, dans la partie atmosphérique de leur trajectoire, est assurée soit passivement par un empennage de taille suffisante (sur le modèle de la flèche d'arc ou de la fléchette — cette solution étant en général celle des fusées d'amateurs), soit activement, par orientation rapide de la poussée des moteurs.
Les capsules spatiales habitées, dans leur trajectoire aérienne de retour, doivent être suffisamment stables sous peine de tuer leur équipage (déjà soumis à une très forte décélération) en roulant en tous sens. Leur stabilité est en général passive (toujours sur le modèle de la flèche d'arc ou de la fléchette), leur centre de portance se trouvant suffisamment en arrière de leur centre des masses. Sur le premier vaisseau spatial habité de l'histoire de l'humanité, le Vostok 1 sphérique de Youri Gagarine, le centre de portance était au centre géométrique de la sphère : c'était donc le centre des masses qui était déporté en avant par le positionnement des organes techniques les plus lourds. Sur les capsules ultérieures (Mercury, Apollo et l'actuelle Soyouz), l'utilisation d'un bouclier thermique en calotte sphérique déporte fortement en arrière du vaisseau son centre de portance (le centre de portance d'une calotte sphérique étant son centre géométrique, c.-à-d. le centre de la sphère complète). Des boucliers thermiques en cônes émoussés à leur pointe peuvent être aussi utilisés (comme sur le vaisseau inhabité Stardust).
À certains moments de sa trajectoire de retour atmosphérique, la navette spatiale américaine était passivement instable et devait donc être pilotée activement par des petits moteurs fusées d'attitude.
Lors du déclenchement de la procédure de sauvetage (cette procédure visant à évacuer l'équipage d'une fusée par le haut, à l'aide d'une tour de sauvetage en cas de danger d'explosion de ladite fusée), certains vaisseaux spatiaux (capsule, plus compartiment des machines et instruments) se trouvent être passivement instables, comme l'ensemble de sauvetage de Soyouz. Celui-ci déploie alors à son arrière quatre panneaux cellulaires propres à le stabiliser (panneaux visibles -repliés- sur l'image ci-contre).

#### Cas simples et pédagogiques
L'exemple de la stabilité des capsules Apollo (ou autres) lors de leur rentrée atmosphérique est facile à comprendre si l'on songe que la résultante des forces de pression s'exerçant sur leur bouclier thermique (en forme de calotte sphérique) est forcément au centre géométrique de ladite calotte sphérique (soit le centre de la sphère complète). Ce centre de portance étant nettement en arrière du centre des masses, la stabilité de l'engin est aisément acquise. On peut en faire l'expérience facilement en observant tomber une calotte sphérique en mousse de polystyrène (éventuellement une demi-sphère) ou même un parapluie dont la toile adopte une forme assez proche d'un calotte sphérique (en l'abandonnant à la gravité « manche en haut »).
De même, il est facile de fabriquer des cônes en papier assez ouvert (sur le modèle des chapeaux chinois) pour vérifier la stabilité de leur chute.
La vidéo ci-contre montre qu'un parapluie (dont la forme est proche d'une calotte sphérique) est stable dans un fort vent lorsqu'il est articulé presque au bout de son manche (des lanières de tissus indiquent la direction du vent local) (voir cette photo de l'expérience). On pourrait s'attendre à ce que ce parapluie se retourne comme un parachute, mais son centre de portance étant légèrement en arrière de l'axe de rotation, il est au contraire très stable dans cette position « voilure devant »...
L'un des défauts de la capsule Apollo est qu'elle n'assure sa stabilité que si elle est présentée dans le bon sens, à savoir « bouclier thermique devant » (ladite capsule est également -malencontreusement- stable lorsqu'elle est présentée « bouclier thermique en arrière »). De ce point de vue, il semble que l'actuelle capsule russe Soyouz, avec sa forme en phare de voiture ancienne, ne puisse se stabiliser « bouclier thermique en arrière ».